# Santuario di Poseidone (Istmia)
Il santuario di Poseidone era un santuario panellenico dedicato a Poseidone situato a Istmia, sull'istmo di Corinto, a circa 16 km ad est dell'antica Corinto, in Grecia.

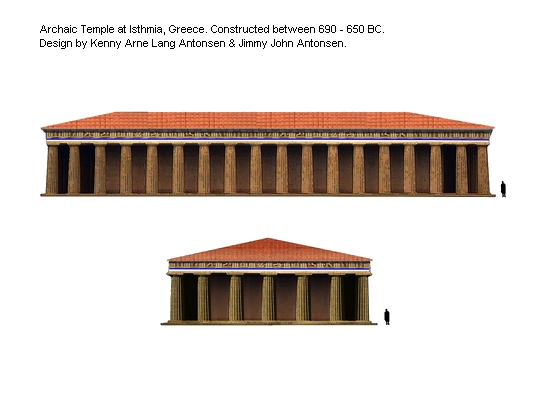
Ricostruzione del tempio di Poseidone di epoca Arcaica

## Santuario greco
Il culto a Poseidone nel luogo risale probabilmente all'VIII secolo a.C..
Un primo edificio templare venne costruito in epoca arcaica nel VII secolo a.C. e dopo la sua distruzione nel 470 a.C. fu ricostruito in epoca classica nel 440 a.C.. Nuovamente distrutto da un incendio nel 390 a.C. venne ancora ricostruito, nel IV secolo a.C..
Il santuario extraurbano fu sede dei giochi istmici, riorganizzati nella XLVII Olimpiade (584-580 a.C.), ma probabilmente esistenti da epoca più antica.
Secondo Broneer il tempio arcarico aveva una pianta allungata (40 x 14 m), con un peristilio di 7 colonne sulla fronte e 19 sui lati lunghi, e presentava una fila di colonne all'interno della cella. I muri della cella erano in pietra locale rivestita di stucco e di pitture murali.
Tra gli oggetti appartenenti alla prima fase del tempio è stato ritrovato un grande bacino in marmo (perirrhanthèrion) di 1,24 m di diametro, sostenuto da figure femminili in piedi su leoni, datato alla metà del VII secolo a.C.
Al tempio era associato un grande altare di epoca arcaica, lungo 40 m, rimasto in funzione fino all'epoca romana.
Il tempio dorico di epoca classica venne ricostruito con 6 colonne sulla fronte e 13 sui lati lunghi, in pietra locale, con tetto in marmo e frontoni e metope scolpiti. L'unica fila di colonne all'interno della cella fu in seguito sostituita da due file, che diedero allo spazio interno la struttura tripartita più comune din quest'epoca. La ricostruzione del IV secolo a.C. sembra non aver modificato l'impianto del tempio classico.
Nel santuario erano presenti anche  stadio e teatro. L'edificio dello stadio aveva sedici porte di partenza con un sistema di chiusura con corde che venivano tirate via alla partenza. Venne successivamente accorciato dai 192,25 m (come nello stadio di Olimpia) ai 181,32 m. Successivamente fu sostituito da un nuovo stadio di 181,20 m.
Il teatro fu costruito tra la fine del V secolo a.C. e gli inizi del IV secolo a.C. e fu probabilmente ricostruito con pianta curvilinea entro la fine del IV.
Nel IV secolo a.C. furono inoltre costruiti altri edifici annessi al santuario (sale per banchetti di culto, con cortili e cucine).

## Santuario in epoca romana
Con la distruzione di Corinto ad opera dei Romani nel 146 a.C. il santuario venne abbandonato e i giochi istmici furono probabilmente spostati a Sicione.
Il tempio venne restaurato con un rivestimento in marmo sotto il regno di Claudio e il santuario ebbe un nuovo altare e un nuovo muro di recinzione. Fu inoltre costruita una scena in muratura per il teatro e nell'orchestra furono erette colonne con statue, forse in occasione della presenza di Nerone per l'inaugurazione del canale di Corinto (66-67 d.C.).
Un piccolo tempietto circolare di ordine ionico fu dedicato al mitico fondatore dei giochi, Palaimone.
Nel II secolo grazie alla munificenza di Iuvenziano intorno al tempio sorsero portici in marmo e due propilei di accesso.
Gli edifici furono abbattuti in epoca bizantina sotto Giustiniano, per riutilizzarne i materiali nella fortezza e nelle mura di Hexamilion.

Periodo Classico
Periodo Ellenistico
Periodo Romano

     Periodo Classico
     Periodo Ellenistico
     Periodo Romano

## Storia del ritrovamento e la questione della datazione del tempio arcaico
Il sito del santuario di Poseidone venne identificato nel 1952 dall'archeologo statunitense di origine svedese Oscar Broneer e venne esplorato con scavi archeologici che si protrassero fino al 1967 . La datazione delle tempio più antico fu inizialmente fissata da Broneer agli inizi del VII secolo a.C., mentre secondo altri studiosi la costruzione del tempio doveva essere attribuita al tiranno di Corinto Cipselo, circa 50 anni dopo. Il tempio arcaico era ricostruito come dotato di un peristilio con colonne doriche in legno.
Nuove evidenze emerse successivamente dagli scavi nel 1989 hanno quindi suggerito che il tempio sia stato costruito tra il 690 e il 650 a.C.. Le nuove indagini hanno inoltre permesso di ricostruire la pianta dell'edificio in modo più accurato e stabilito la data della distruzione dell'edificio al 470 a.C..
Il tempio arcaico era di proporzioni considerevoli per l'epoca, come risulta dalle proporzioni della pianta dei sostegni. Non esistono tuttavia prove dell'adozione dell'ordine dorico come era stato ipotizzato da Broneer.